# Seròs (kommunhuvudort)
Seròs är en kommunhuvudort i Spanien.   Den ligger i provinsen Província de Lleida och regionen Katalonien, i den östra delen av landet, 400 km öster om huvudstaden Madrid. Seròs ligger 102 meter över havet och antalet invånare är 1 881.
Terrängen runt Seròs är platt åt nordost, men åt sydväst är den kuperad. Seròs ligger nere i en dal. Runt Seròs är det glesbefolkat, med 20 invånare per kvadratkilometer. Närmaste större samhälle är Fraga, 8,4 km nordväst om Seròs. Trakten runt Seròs består till största delen av jordbruksmark.